# Ronald Jensen
Ronald Björn Jensen (ur. 1 kwietnia 1936) – amerykański matematyk, którego prace dotyczą głównie logiki i teorii mnogości. Obecnie profesor emerytowany Uniwersytetu Humboldtów w Berlinie.

## Życiorys
Absolwent szkoły średniej (Central High) w Omaha oraz Uniwersytetu Amerykańskiego w Waszyngtonie (BA w ekonomii w 1959). Doktoryzował się w 1964 na uniwersytecie w Bonn (jego promotorem był Gisbert Hasenjäger).
Pracował na Rockefeller University w Nowym Jorku (1969–71), na UC Berkeley (1971–73) oraz szeregu uniwersytetów w Europie: w Bonn, w Oslo, we Fryburgu, Uniwersytecie Oksfordzkim oraz Uniwersytecie Humboldtów w Berlinie. W 2001 przeszedł na emeryturę.

## Dorobek naukowy
Jensen opublikował jedynie około 30 prac naukowych, większość z nich miała jednak bardzo znaczący wpływ na dalszy rozwój teorii mnogości. Wprowadził i badał szereg zasad kombinatorycznych spełnionych w uniwersum zbiorów konstruowalnych, udowodnił lemat pokryciowy dla L (gdy nie istnieje 0#), wykazał niesprzeczność NFU. Szeroko znane jest również jego twierdzenie mówiące, że w pewnym sensie wszystkie zbiory uniwersum teorii mnogości mogą być zakodowane przez jedną liczbę rzeczywistą z pewnego rozszerzenia generycznego.
W uznaniu znaczenia artykułu o tzw szczegółowej strukturze L (fine structure) Amerykańskie Towarzystwo Matematyczne przyznało mu w 2003 nagrodę Leroy P. Steele’a (The Leroy P. Steele Prize for Seminal Contribution to Research)